# Dekanat Gubin
Dekanat Gubin – jeden z 30 dekanatów należący do diecezji zielonogórsko-gorzowskiej.

## Władze dekanatu
- Dziekan: ks. Andrzej Fiołka (od 11.10.2022)
- Wicedziekan: ks. kan. dr Grzegorz Cyran (od 6.09.2018)
- Dekanalny ojciec duchowny: ks. Krzysztof Korcz (od 11.08.2014)
- Dekanalny duszpasterz młodzieży i powołań: ks. Damian Swiniarek (od 6.09.2023)[1]

## Parafie
- Chlebowo  – Parafia św. Józefa Oblubieńca Najświętszej Maryi Panny

Czarnowo – Kościół filialny pw. Wniebowstąpienia Pańskiego
Wężyska – Kościół filialny pw. Matki Bożej Szkaplerznej
Kosarzyn – Eucharystia sprawowana w okresie wakacyjnym w klubie
Łomy – Kaplica pw. Miłosierdzia Bożego
- Gubin - Parafia Matki Bożej Fatimskiej w Gubinie

Bieżyce – Kościół filialny pw. św. Maksymiliana Kolbego
Kaniów – Kościół filialny pw. Narodzenia Najświętszej Maryi Panny
- Gubin - Parafia Trójcy Świętej w Gubinie

Sękowice – Kościół filialny pw. Świętej Rodziny
Gubin – Kaplica  zakonna ss. betanek
Gubin – Kaplica pw.  Miłosierdzia Bożego
Gubin – Kaplica pw.  Najświętszego Serca Pana Jezusa
- Komorów - Parafia Podwyższenia Krzyża Świętego w Komorowie

Wałowice – Kościół filialny pw. Matki Bożej Rokitniańskiej
- Starosiedle - Parafia pw. św. Jana od Krzyża

Koperno – Kościół filialny pw. Matki Bożej Bolesnej
Stargard Gubiński – Kościół filialny pw. św. Józefa
Węgliny – Kościół filialny pw. MB Częstochowskiej
Witaszkowo – Kościół filialny pw. Niepokalanego Poczęcia Najświętszej Maryi Panny
Łazy – Kaplica pw. Matki Bożej Królowej Polski
Węgliny – Kaplica pw. Matki Bożej Częstochowskiej
- Strzegów - Parafia pw. św. Antoniego Padewskiego

Grabice – kościół filialny  pw. Miłosierdzia Bożego
Mielno – kościół filialny  pw. św. Franciszka z Asyżu